# Colt Detective Special
Colt Detective Special je americký revolver s krátkou hlavní, dvojčinnou spouští a válcem na 6 nábojů. Zbraň byla určena na skryté nošení pro policejní detektivy.

## Uživatelé
- Francie
- Hongkong
- Japonsko
- Macao
- Myanmar (Barma)
- USA